# اولچیت کلاب
اولچیت کلاب، (به رومانیایی: Oltcit Club) خودرویی است که در سال‌های ۱۹۸۱–۱۹۹۵ در رومانی تولید شده‌است. طراحی آن خودروهای موتور جلو-محور جلو بوده طول آن در حالت طبیعی ۳٬۷۳۲ میلیمتر (۱۴۶٫۹ اینچ)، عرض آن در حالت طبیعی ۱٬۵۳۸ میلیمتر (۶۰٫۶ اینچ) و ارتفاع آن ۱٬۴۳۰ میلیمتر (۵۶٫۳ اینچ) و وزن آن ۸۳۵ کیلوگرم (۱٬۸۴۱ پوند) است. سیستم جعبه‌دندهٔ آن ۵ دنده به صورت دستی می‌باشد.